# 閉鎖海

大航海時代にポルトガル・スペインが主張した閉鎖海。太平洋（スペイン）・インド洋（ポルトガル）などを閉鎖海とした。

閉鎖海（へいさかい、ラテン語: Mare clausum = 閉ざされた海）とは、国際法において、ある国の管轄下にある海、大洋、その他の航行可能な水域で、他の国々に対して閉ざされている、すなわち他の国がアクセスできない海を指す言葉である。閉鎖海は「自由海」に対していて、これはすべての国の船舶に航行が開放されている海を意味する。
一般的に受け入れられている国際水域の原則では、国家管轄権の外にある海、大洋、海域はすべての人に航行が開放されている「公海」（Mare liberum）と呼ばれている。昔の大航海時代に、ポルトガルとスペインは新発見した太平洋・インド洋などの海を閉鎖海としたが、間もなくオランダ、イギリスなどの他ヨーロッパ諸国から挑戦を受けた。
後にイギリス辞退も、オランダ漁船を追い出すために、ジョン・セルデン（John Selden)に『閉鎖海論』（Mare clausum（1635年）を書かせて，自然法および慣行に基づき海の領有が許されることを説き，「海洋論争」が展開された。　
現在の世界における国際法上の閉鎖性海域は、限られている。